# Bernburger Blumenuhr

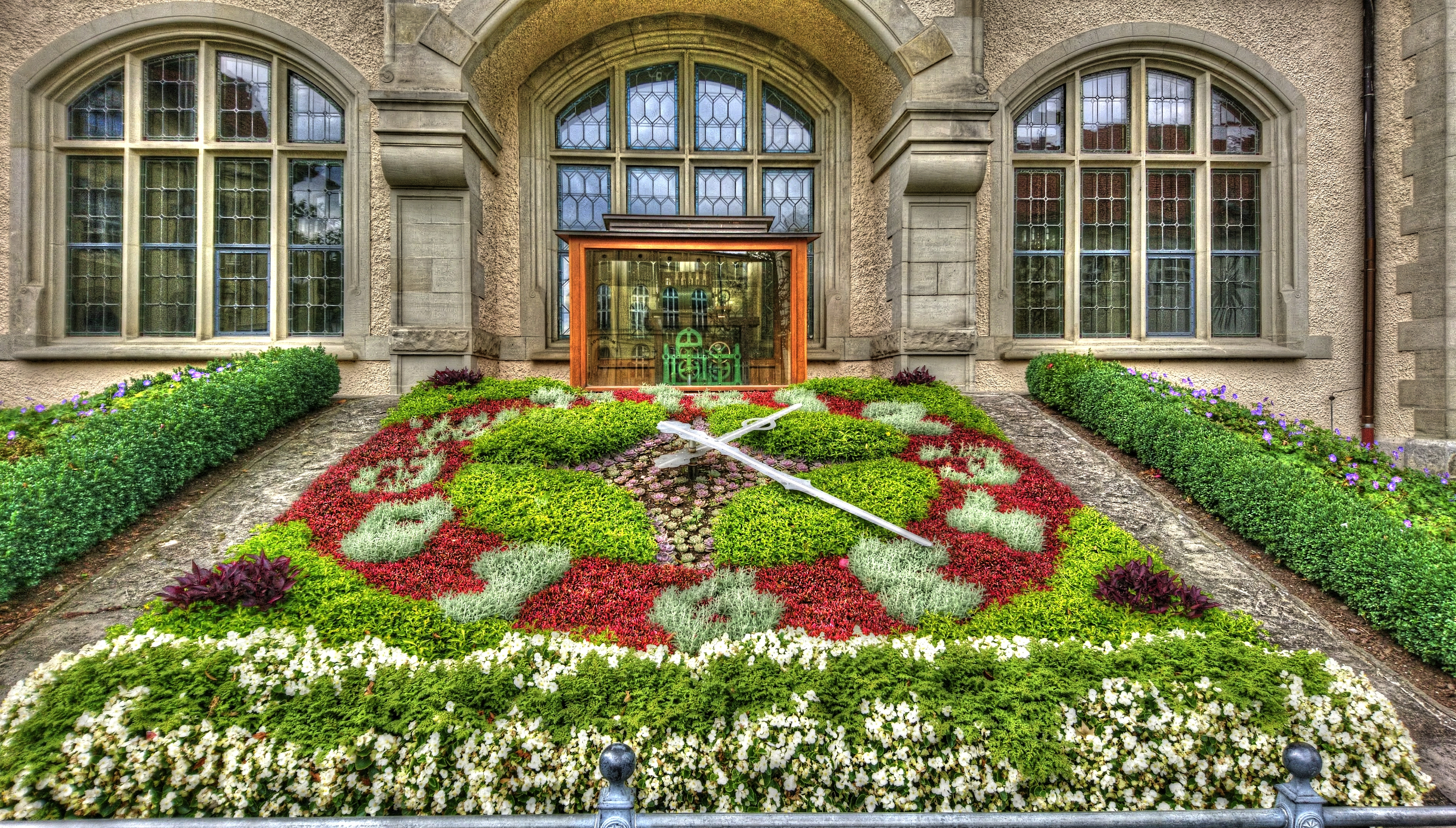
Bernburger Blumenuhr

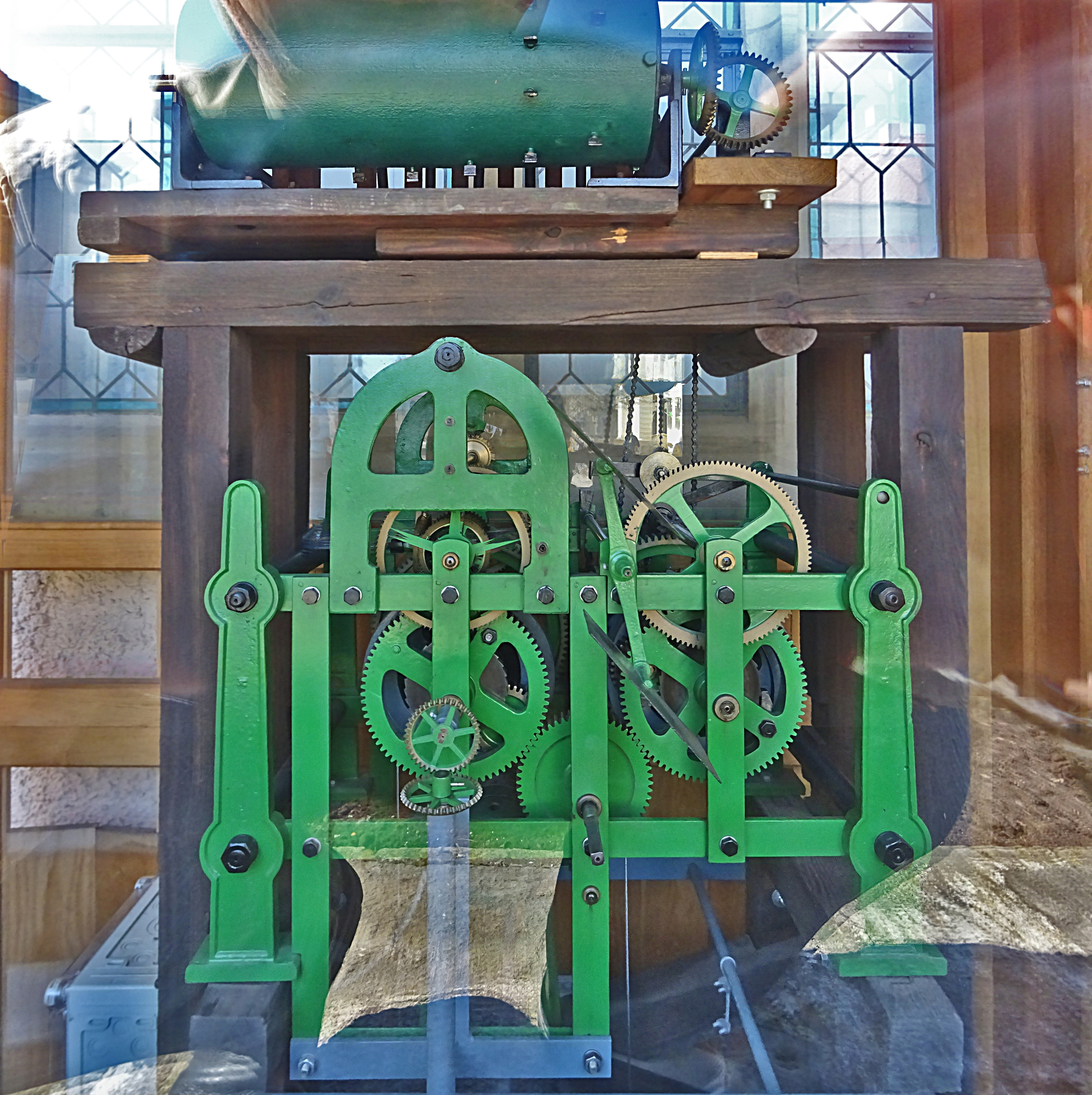
Uhrwerk mit Klangspiel

Die Bernburger Blumenuhr ist eine Uhr vor dem Rathaus Bernburg, deren Zifferblatt durch ein bepflanzbares Blumenbeet gebildet wird.
Die Uhr entstand im Jahr 1938 anlässlich der 800-Jahr-Feier der Stadt Bernburg (Saale). Im Auftrag der Stadt baute der Mechanikermeister Ernst Kirchberg von der von Johann Ignaz Fuchs begründeten Bernburger Firma J.I. Fuchs und Sohn das Uhrwerk. Das Uhrwerk ist ein Turmuhrwerk mit einem elektromechanischen Aufzug. Jede volle und halbe Stunde wird ein Klangspiel mit der Melodie An der Saale hellem Strande gespielt.